# Гусев, Сергей Павлович
Сергей Павлович Гусев (19 июля 1912 года, Вичуга, Российская империя — 22 августа 1992 года, Иваново, Россия) — советский футболист, нападающий.

## Биография
Футболом начал заниматься в Вичуге, играл в том числе за команду фабрики «Шаговец». Армейскую службу проходил матросом в краснознаменной Балтийской флотилии, играл за сборную команду флота. По возвращении с флота работал мастером по ремонту ткацкого оборудования на «Шаговке».
В 1937—1938 годах играл за ленинградский «Сталинец», провёл 12 игр, забил два гола. В 1939 году перешёл в ивановскую «Основу», в 19 играл забил 10 мячей. В 1940 вместе с командой стал обладателем Кубка РСФСР, в финале против московского «Торпедо» (4:2) забил два гола; стал капитаном команды, во время Великой Отечественной войны был мобилизован в городские органы НКВД, играл за динамовские команды. До 1950 года играл за ивановское «Красное Знамя» и был играющим тренером команды.
В 1950-е годы тренировал юношеские сборные Ивановской области. В 1954 году юношеская сборная Иванова заняла третье место в чемпионате РСФСР.
В дальнейшем в течение 16 лет возглавлял райсовет ДСО «Локомотив», руководил секцией футбола области.
Скончался 22 августа 1992 года на 81-м году жизни.